# لو ما التقينا (مسلسل)
لو ما التقينا مسلسل لبناني، من بطولة يوسف الخال وسارة أبي كنعان ومن إخراج إيلي رموز.

## قصة المسلسل
تدور أحداث المسلسل حول هادي وريما اللذان يقعان في الحب من اللقاء الأول ويتزوجا سريعًا، وتفاجأ ريما بوجود أسرار بحياة هادي يرفض الفصح عنها مما يوتر العلاقة بينهما.

## طاقم العمل
- يوسف الخال
- سارة أبي كنعان
- رندة كعدي
- فيفيان أنطونيوس
- طوني عاد
- ناتاشا شوفاني
- ميرنا مكرزل
- جوزيف حويك
- عصام الأشقر
- مارسيل جبور
- لارا الخوري
- يوسف حداد
- ختام اللحام
- عماد فغالي
- نعمه بدوي
- جوزيف عاد
- روميو الهاشم
- شادي عرداتي
- جو يوسف
- فيصل أسطواني
- نوال كامل
- جاين قنصل
- قاسم منصور